# 筑後信用金庫
筑後信用金庫（ちくごしんようきんこ）は、福岡県久留米市に本店を置く信用金庫。

## 沿革
- 1924年11月21日 - 産業組合法による、有限責任信用組合久留米庶民金庫を設立
- 1943年4月 - 市街地信用組合法に基づき、久留米信用組合に改組
- 1950年4月 - 中小企業等協同組合法に基づいて改組
- 1951年10月 - 信用金庫法に基づき、久留米信用金庫となる
- 1974年8月 - 八女信用金庫と合併し、「筑後信用金庫」となる
- 2019年2月18日 - この日から磁気の影響を受けにくい新しい通帳（Hi-Co通帳）を取扱開始した(Hi-Co通帳に対応していない信用金庫ATMではHi-Co通帳は使えない) [1]

## 大川信用金庫との合併計画
2008年10月、大川市に本店を置く大川信用金庫（おおかわ信用金庫）と対等な立場で合併をすることで合意した。
当初、2009年11月を目処に合併を予定されていたが、合併準備中に両信金との間のシステム等の調整において相当以上の時間を要することなどによって慎重な準備が必要であることと、さらに全国各地にある信用金庫共同事務センターの東西各センターへの集約による日程制限なども重なったことを理由に、当初より1年11ヶ月遅れて2011年10月に延期することになった。
合併延期の発表と同時に、新信金の名称を『福岡みなみ信用金庫』とすることが決定した。
ところが、信用金庫共同事務センターのシステムを全面的に利用している当信金と、一部において独自のシステムを採用している大川信金との間において、2011年10月の合併時までにシステム統合の実施などで最終調整がつかないことが明らかになった。このため、予定されていた合併計画を一旦白紙に戻すことが2011年5月27日明らかにされた。